# Cesare Cicardini
Cesare Cicardini (* 1969 in Mailand) ist ein italienischer Fotograf und Filmregisseur.

## Leben
Cicardini arbeitete zunächst als Werbegrafiker und Fotograf. 1997 diplomierte er an der Scuola del Cinama in Mailand im Fach Regie und inszenierte zunächst, wie bereits zuvor, Kurzfilme. Mit Il confine gelangen ihm dabei Teilnahmen an einigen Festivals. 2000 debütierte er im Langfilmbereich mit der existentialistischen Komödie La precisione del caso.
Cicardini arbeitete nach der Jahrtausendwende wieder hauptsächlich als Fotograf. Ausstellungen wurden u. a. seinen Burlesque-Bildern gewidmet. 2010 fotografierte er den Kalender von Campari.

## Filmografie (Auswahl)
- 2000: La precisione del caso